# Władysław Bajorek
Władysław Bajorek (ur. 7 marca 1907 w Gorlicach, zm. 6 września 1973 w Krakowie) – polski zapaśnik i trener zapasów, wielokrotny mistrz Polski.
Trzykrotnie wystąpił na mistrzostwach Europy w stylu klasycznym. W 1931 w Pradze zajął 4. miejsce w wadze lekkiej. Startował w również w 1934 w Rzymie w wadze lekkiej i w 1938 w Tallinnie w wadze półśredniej.
Wielokrotnie występował w meczach międzypaństwowych zapaśniczej reprezentacji Polski.
Przed wojną był mistrzem Polski w stylu klasycznym w wadze lekkiej w 1929 i 1931 oraz w wadze średniej w 1938, wicemistrzem w wadze piórkowej w 1928 oraz w wadze lekkiej w 1930 i 1934, a także brązowym medalistą w wadze lekkiej w 1933. Zdobył również mistrzostwo Polski w stylu wolnym w wadze średniej w 1938. Po wojnie był mistrzem Polski w stylu klasycznym w wadze półciężkiej w 1946, 1947 i 1949.
Przed wojną występował w Wiśle Kraków, a po wojnie w innych krakowskich klubach – Legii i Związkowcu.
Po zakończeniu kariery zawodniczej był trenerem zapasów w klubach krakowskich: Koronie, Garbarni i Wiśle.
Został pochowany na cmentarzu Rakowickim (kwatera XVI, rząd 5, miejsce 21).
Od wielu lat rozgrywany jest w Krakowie turniej zapaśniczy im. Władysława Bajorka.